# Bazilika svatého Magna

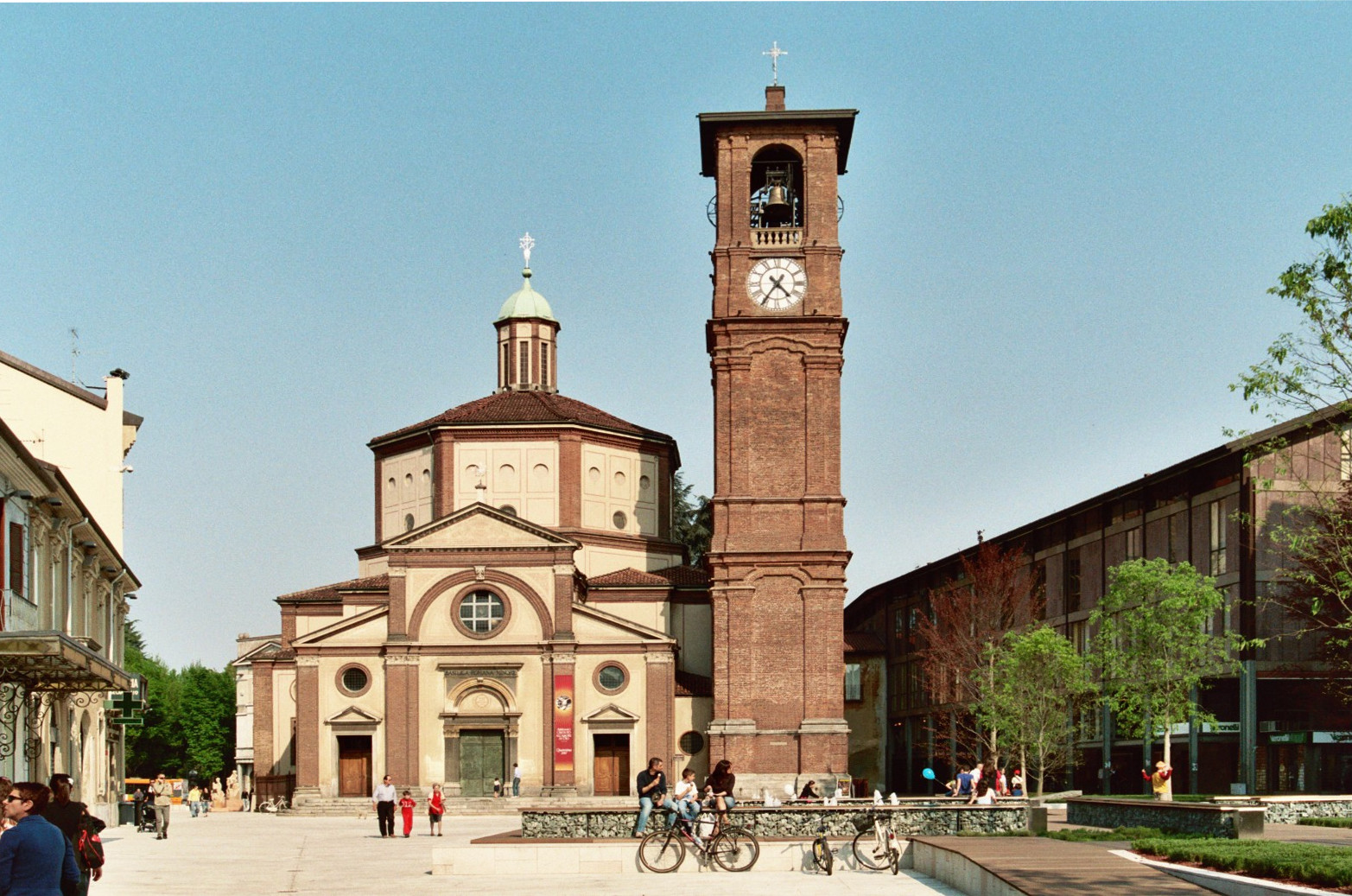
Bazilika svatého Magna

Bazilika svatého Magna je hlavní kostel lombardského města Legnano. Je zasvěcen milánskému arcibiskupovi z let 518 až 530 sv. Magnovi. Chrám byl postaven v letech 1504 až 1513 ve stylu bramantovské lombardské renesance. Lze důvodně předpokládat, že projekt baziliky byl vytvořen na základě výkresu samotného Donata Bramanteho. Zvonice chrámu byla vybudována později, stavěla se od roku 1752 do roku 1791. 19. března 1950 papež Pius XII. kostel povýšil na baziliku minor.

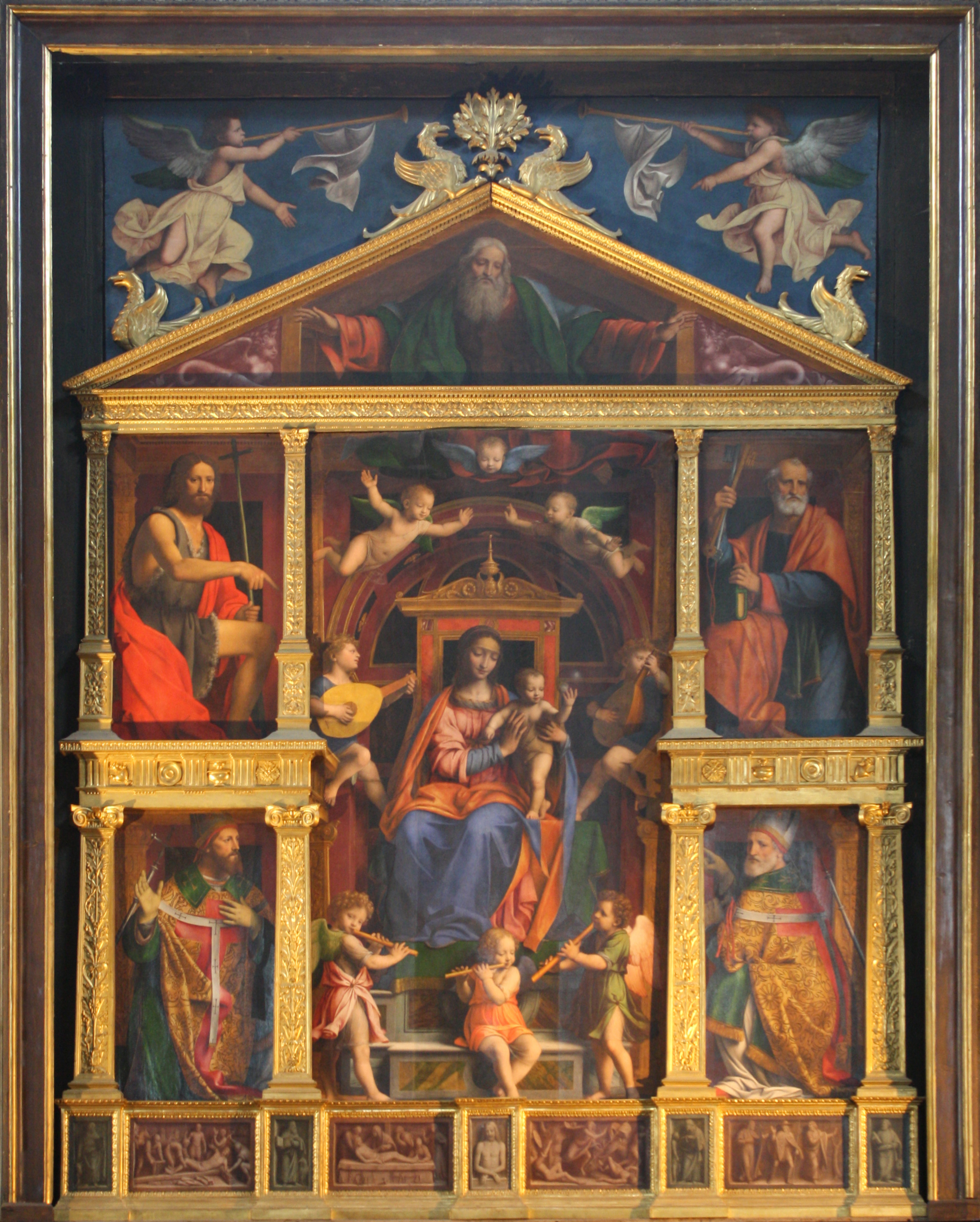
Polyptych Bernardina Luiniho v bazilice sv. Magna (1523)

Interiér kostela zdobí řada uměleckých děl, vytvořených v průběhu staletí při zachování stylu doby, kdybyl kostel postaven, tedy šestnáctého století s vlivy stylu století patnáctého. Významné jsou fresky na hlavní klenbě, jejichž autorem je Gian Giacomo Lampugnani, dále zbytky maleb ze šestnáctého století v kapli svatého Petra Veronského, které provedl Evangelista Luini, syn Bernardinův, dále fresky na stěnách a na klenbě hlavní kaple, kterou vymaloval Bernardino Lanino, a konečně oltářní obraz od Giampietrina. Nade všemi těmito uměleckými díly však vyniká pro svůj význam polyptych od Bernardina Luiniho, jednomyslně považovaný historiky umění za jedno z autorových mistrovských děl, ne-li za jeho nejlepší práci.